# Cyamopsis
Cyamopsis, rod jednogodišnjeg raslinja iz porodice Leguminosae, smješten u tribus Indigofereae, dio potporodice Faboideae. Postoje 4 vrste iz Afrike, Arapskog poluotoka i Indijskog potkontinenta.

## Vrste
1. Cyamopsis dentata (N.E.Br.) Torre
2. Cyamopsis senegalensis Guill. & Perr.
3. Cyamopsis serrata Schinz
4. Cyamopsis tetragonoloba (L.) Taub.

## Sinonimi
1. Cordaea Spreng.